# Williot Swedberg
Williot Theo Swedberg, född 1 februari 2004 i Stockholm, är en svensk fotbollsspelare som spelar för Celta Vigo i La Liga.

## Klubbkarriär

### Hammarby IF
Swedberg gick som sjuåring över till Hammarby IF från sin moderklubb, Sickla IF.
Säsongen 2020 fick Swedberg sin första erfarenhet av seniorfotboll, på lån hos Hammarbys samarbetsklubb IK Frej i Ettan Norra. Han fortsatte spela för klubben på lån säsongen 2021, som klubben som då bytt namn till Hammarby TFF.
Den 11 juli 2021 fick Swedberg göra allsvensk debut för Hammarby i hemmavinsten mot Degerfors IF som slutade 5-1. I den 79:e minuten hoppade Swedberg in och två minuter senare gjorde han sitt första allsvenska mål. Den 12 augusti skrev svensken på en treårig kontraktsförlängning med Hammarby, vilket var hans första professionella kontrakt. Tidningen The Guardian nämnde Swedberg som en av de 60 bästa unga spelarna i världen födda 2004.
Den 23 februari 2022 var Swedberg nära på att skriva på för den ryska klubben Lokomotiv Moskva. Övergången, som enligt rapporter var värd 4,6 miljoner euro, sprack till följd av Rysslands invasion av Ukraina.

### Celta Vigo
Den 17 juni 2022 värvades Swedberg av Celta Vigo, där han skrev på ett femårskontrakt. Affären rapporterades vara värd 56 miljoner kronor. Klubbdebuten kom 141 dagar senare  när han hoppade i den 57:e minuten och senare blev varnad i förlusten mot La Liga-konkurrenten Osasuna. 
Swedberg gjorde sin första start för Celta Vigo den 13 november 2022 i Copa Del Rey-matchen mot CD Algar, men blev utbytt i 35:e matchminuten. Den 1 september 2023 gjorde Swedberg sitt första mål för klubben och det avgörande målet i 3-2 vinsten mot Almeria.

## Landslagskarriär
Swedberg gjorde mål i debuten för U17-landslaget i 3-1 vinsten mot Norge. Han har även spelat för U19- och U21-landslaget.

## Privatliv
Swedbergs föräldrar, Hans Eskilsson och Malin Swedberg, är före detta landslagsspelare i fotboll. Hans far var med om att vinna SM-guld med Hammarby IF 2001 medan hans mor vann Diamantbollen 1996. Swedberg var med familjen bosatt i Spanien periodvis som barn och talar flytande spanska sedan dess.
Swedberg provspelade för Premier League-laget Tottenham Hotspurs 2019.

## Statistik
| Klubb              | Säsong             | Liga               | Liga    | Liga | Nationell cup | Nationell cup | Internationell cup | Internationell cup | Totalt  | Totalt |
| Klubb              | Säsong             | Division           | Matcher | Mål  | Matcher       | Mål           | Matcher            | Mål                | Matcher | Mål    |
| ------------------ | ------------------ | ------------------ | ------- | ---- | ------------- | ------------- | ------------------ | ------------------ | ------- | ------ |
| Hammarby IF        | 2020               | Allsvenskan        | 0       | 0    | 0             | 0             | —                  | —                  | 0       | 0      |
| Hammarby IF        | 2021               | Allsvenskan        | 19      | 2    | 1             | 0             | 5                  | 1                  | 25      | 3      |
| Hammarby IF        | 2022               | Allsvenskan        | 10      | 5    | –             | –             | 0                  | 0                  | 10      | 5      |
| Hammarby IF        | Totalt             | Totalt             | 29      | 7    | 1             | 0             | 5                  | 1                  | 35      | 8      |
| IK Frej (lån)      | 2020               | Ettan Norra        | 16      | 0    | 0             | 0             | —                  | —                  | 16      | 0      |
| Hammarby TFF (lån) | 2021               | Ettan Norra        | 11      | 1    | 0             | 0             | —                  | —                  | 11      | 1      |
| Totalt i karriären | Totalt i karriären | Totalt i karriären | 56      | 8    | 1             | 0             | 5                  | 1                  | 62      | 9      |